# 渥美電鉄デハ100形電車
渥美電鉄デハ100形電車（あつみでんきてつどうデハ100がたでんしゃ）は、渥美電鉄がその開業に際して新製した木造二軸単車。後年渥美電鉄は名古屋鉄道（名鉄）へ吸収合併され、後に本形式は電動貨車に改造されてデワ30形と改称された。その後デワ10形へ再度改称・改番されている。

## 概要
車体は木造。2軸車で集電装置は当初はトロリーポールであったが、1950年代にパンタグラフ化されている。
ブレーキは廃車されるまで手ブレーキであった。これは豊橋鉄道に移籍後、貨車入換専用であったため、本線に出る必要がなかったからである。

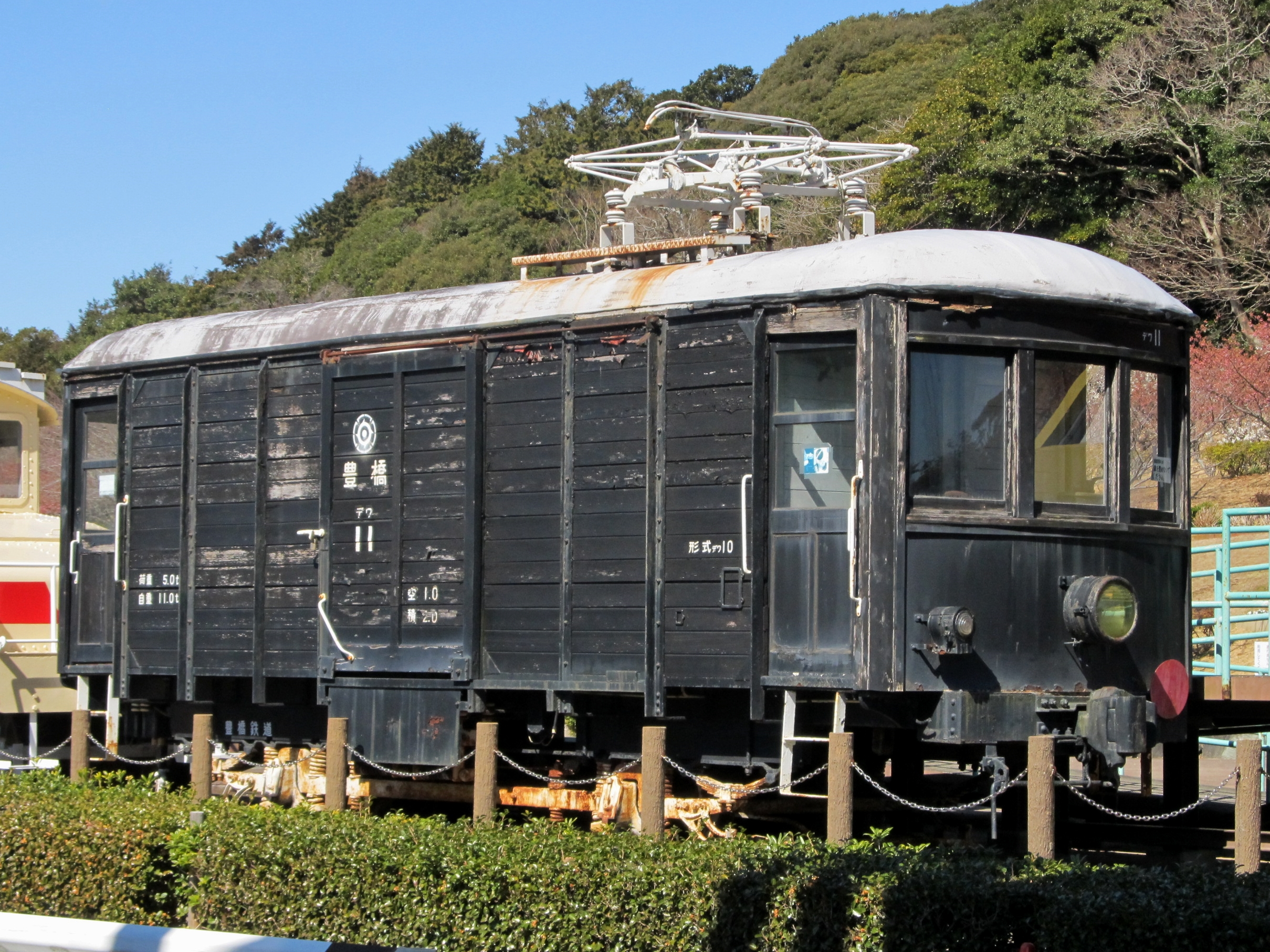
デワ10形11

## 沿革
渥美電鉄の開業に合わせて1923年（大正12年）に日本車輌製造で製造された。小型車（定員46人）のため乗客増加に対応できなくなり、後に三河田原駅 - 黒川原駅間 で主に運用される。
1940年（昭和15年）、渥美電鉄が名古屋鉄道と合併し渥美線となると、1941年（昭和16年）の形式称号改訂によりデハ100形はモ1形（1 - 3）に改称された。
1943年（昭和18年）に戦時輸送の増加に備えて電動貨車に改造され、形式も電動貨車デワ30形（31 - 33）に変更される。しかし小型車のため増加する輸送量を捌ききれず、柳生橋駅構内で貨車の入換に従事することになる。
渥美線は1954年（昭和29年）に名古屋鉄道から豊橋鉄道に譲渡され、デワ30形も豊橋鉄道に移籍され、主に花田貨物駅、車両区の車両の入換作業をして働いた。
1966年（昭和41年）に2両（31, 32）が廃車となり、残った33は1973年（昭和48年）にデワ10形（11）に改番される。貨物取り扱いが廃止された1984年（昭和59年）以降も車両区での入換作業に使われた。車両が木造で傷みが激しく、改修工事を繰り返しながら大切に使われ、その外見ゆえに人気者だったと言われている。
1997年（平成9年）、渥美線の架線電圧1500V昇圧により廃車となる。

## 保存
1998年（平成10年）に渥美郡田原町（現・田原市）へ寄贈され、芦ヶ池農業公園（サンテパルクたはら）でデキ210形211とともに静態保存されている。